# Giorgio Moroder
Giovanni Giorgio Moroder (ur. 26 kwietnia 1940 w Urtijëi) – włoski muzyk, kompozytor, producent muzyczny, autor tekstów oraz DJ narodowości ladyńskiej.

## Twórczość
Moroder został trzykrotnie wyróżniony Oscarem – Nagrodą Akademii Filmowej: w 1979 za ścieżkę dźwiękową do filmu Midnight Express, w 1984 roku za napisanie muzyki do piosenki „Flashdance…What a Feeling”, wreszcie w 1987 za piosenkę „Take My Breath Away” z filmu „Top Gun”. Był założycielem nieistniejącego już dziś studia Musicland Studios, mającego swą siedzibę w Monachium. Często podejmował współpracę z autorem tekstów Pete’em Bellotte, z którym  zrealizował albumy Son Of My Father (1972) i From Here to Eternity (1977). Płyty te odniosły wielki sukces w Wielkiej Brytanii. W pracy z syntezatorami inspirowała go muzyka elektroniczna, w tym new wave i techno.
W 1979 roku artysta wydał album E=MC². W latach 1977–1979 posługiwał się pseudonimem Munich Machine. W 1984 roku w wyniku współpracy z Philipem Oakeyem, frontmanem grupy The Human League, powstał album Philip Oakey & Giorgio Moroder. W 1986 roku Moroder po podjęciu współpracy z Haroldem Faltermeyerem i autorem tekstów Tomem Whitlockiem skomponował ścieżkę dźwiękową do filmu Top Gun. 20 września 2004 roku w ramach ceremonii Dance Music Hall of Fame w Nowym Jorku został uhonorowany za wybitne osiągnięcia w dziedzinie produkcji muzycznej. W 2005 roku otrzymał tytuł Commendatore od ówczesnego prezydenta Włoch, Carlo Azeglio Ciampi.
W 1984 roku Moroder skompilował ścieżkę do niemego filmu Metropolis (1926), będąc jednocześnie jego producentem. Soundtrack zawierał popowe utwory takich wykonawców jak Pat Benatar, Adam Ant, Billy Squier, Loverboy, Bonnie Tyler oraz Freddie Mercury. Napisy pojawiające się w oryginale między scenami zostały przeniesione bezpośrednio do nich. Kolejną innowację stanowiło zwiększenie szybkości klatek do 24/s, co skutkowało skróceniem trwania filmu do 80 minut. Produkcja ta, nazywana „wersją Morodera”, wywołała dyskusje między jej zwolennikami a przeciwnikami.
Moroder współpracował z takimi wykonawcami jak Andy Lau, Maria Conchita Alonso, Edoardo Bennato, Blondie, David Bowie, Irene Cara, Cheap Trick, Cher, Roger Daltrey, Elizabeth Daily, Nina Hagen, Amy Holland, Michael Holm, Elton John, Helen St. John, Janet Jackson, Mireille Mathieu, Freddie Mercury, Olivia Newton-John, Barbra Streisand, Donna Summer, Bonnie Tyler, Sabrina Salerno, Daft Punk, Markus Schulz, Britney Spears czy też Kylie Minogue.

## Filmografia (kompozytor)
- 1978: Midnight Express
- 1978: Dzięki Bogu już piątek
- 1980: Lisice
- 1980: Amerykański żigolak
- 1982: Inne spojrzenie
- 1982: Ludzie-koty
- 1983: D.C. Cab
- 1983: Superman III
- 1983: Flashdance
- 1983: Człowiek z blizną
- 1984: Elektryczne sny
- 1984: Niekończąca się opowieść
- 1986: Top Gun
- 1987: Więcej niż wszystko
- 1988: Another Way - D-Kikan Joho
- 1989: Niech się dzieje co chce
- 1990: Niekończąca się opowieść II: Następny rozdział
- 1992: Jackpot
- 1998: Ognista burza
- 2002: Cat People: An Intimate Portrait by Paul Schrader

## Dyskografia

### Albumy
- 1972: Son Of My Father
- 1976: Knights In White Satin
- 1977: From Here To Eternity
- 1979: E=MC²
- 1983: Solitary Men
- 1983: Człowiek z blizną
- 1985: Philip Oakey & Giorgio Moroder
- 1985: Innovisions
- 1992: Forever Dancing
- 2015: Deja Vu

### EP / Single
- 1968: Yummy Yummy Yummy / Make Me Your Baby
- 1969: Looky, Looky / Happy Birthday
- 1979: Moody Trudy
- 1970: Looky, Looky / Happy Birthday
- 1972: Today’s A Tomorrow / Pauline
- 1973: Lonely Lovers Symphony
- 1976: A Hot Summer’s Knight
- 1976: Knights In White Satin / I Wanna Funk With You Tonight
- 1977: From Here To Eternity
- 1977: Let The Music Play
- 1979: Chase / Love's Theme
- 1979: Если Бы Ты Не Боялся / Мне Грустно Без Тебя
- 1979: If You Weren't Afraid / E = MC²
- 1980: Call Me
- 1980: Night Drive / The Apartment
- 1980: What A Night / Baby Blue
- 1983: A Love Affair
- 1984: American Dream
- 1984: Deadline U.S.A. / Knock Me On My Feet
- 1984: Never Ending Story / Ivory Tower
- 1984: Now You're Mine
- 1984: Reach Out
- 1984: The Duel
- 1984: Together In Electric Dreams
- 1985: Be My Lover Now
- 1985: Good-Bye Bad Times
- 1985: Night Time Is The Right Time
- 1985: Shannon's Eyes
- 1986: Take My Breath Away / Radar Radio
- 1987: Meet Me Half Way / Semifinal
- 1988: He Ain't Heavy, He's My Brother / The Bridge
- 1990: Dreams We Dream
- 1992: Carry On
- 1995: X-Perimental EP Vol. 2
- 1999: Evolution
- 2000: I'm Yours
- 2000: Last Night
- 2000: On the Radio